# 聖女
聖女（せいじょ）は、神聖な事績を成し遂げた女性を指す言葉、形容として使われる。

## 概要
一般的に、それぞれの社会において宗教的に敬虔であり、神の恩寵を受けて奇跡を成し遂げたとされたり、社会（特に弱者）に対して大きく貢献した、高潔な女性を指して呼ぶ言葉である。
宗教とは無関係に、「慈愛に満ちた（美しい）女性」を指して形容し、賞賛したりする例も見られる。
キリスト教では、女性の聖人を指す呼称。

## カトリックにおける聖女

### 殉教者
- 聖アグネス
- 聖フィデス
- アレクサンドリアのカタリナ
- アンティオキアのマルガリタ
- バルバラ
- 聖セシリア
- メリダのエウラリア
- シチリアのアガタ
- ジャンヌ・ダルク

### それ以外
- 聖ジュヌビエーブ(英語版)
- マルタ
- リジューのテレーズ
- ベルナデッタ・スビルー
- マザー・テレサ